# انسان دوگانه
انسان دوگانه (به انگلیسی: Homo duplex) ایده امیل دورکیم است که آدمی طبیعتی دارای دو جنبه دارد؛ فرشته و هیولا و هیولا در میان این‌دو قدرتمندتر است. نخستین بخش و بخش «پایین‌تر» این طبیعت «اراده» است؛ طبیعتی ایدمانند که روی رضایت فرد از تمامی خواسته‌ها و هوس‌ها متمرکز است. دیگری که بخش «بالاتر» است، «وجدان جمعی» است که در اصل اجتماعی است. این وجدان مبتنی بر یک نظام اخلاقی جمعی است؛ واقعیتی جدا از فرد که متشکل از ایده‌ها و ارزش‌ها است.